# Bukowina (hala)

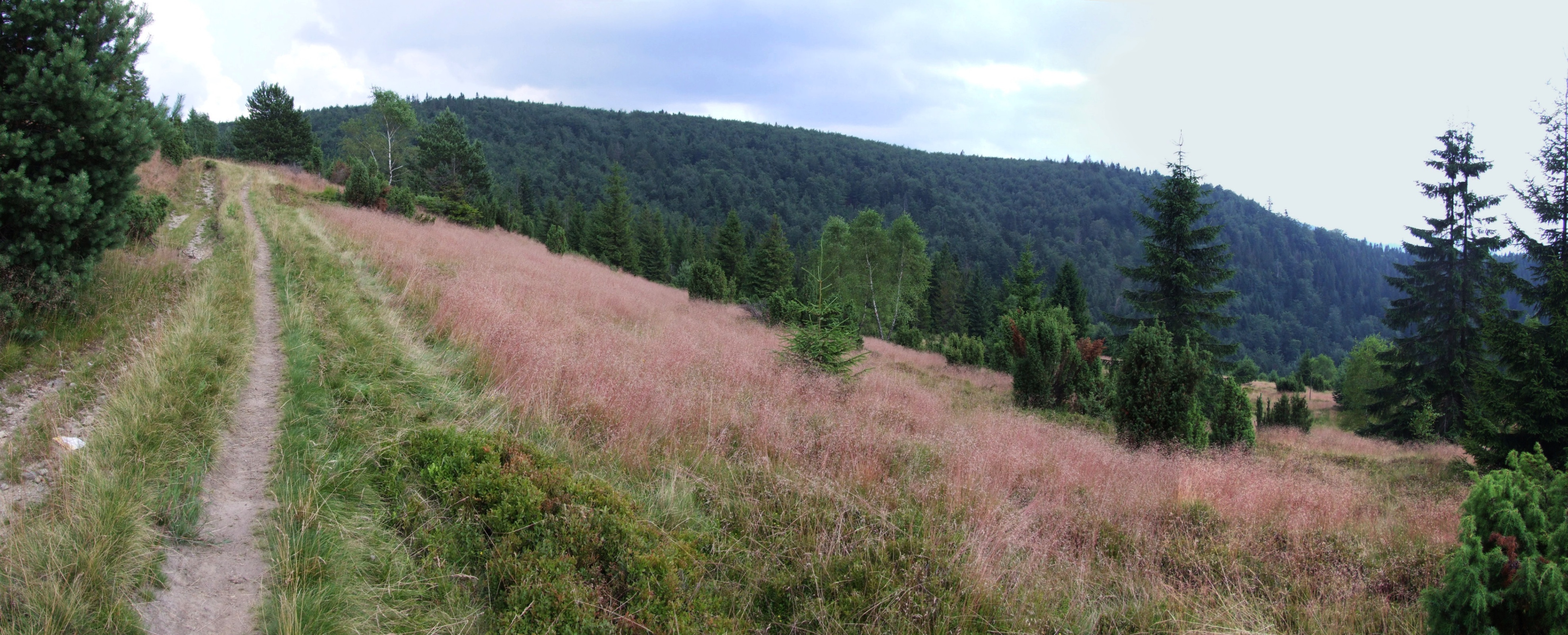
Polana Bukowina i widok na grzbiet Hali Pisanej

Bukowina – polana w  Beskidzie Sądeckim, w środkowej części Pasma Jaworzyny. Znajduje się nieco poniżej Przełęczy Bukowina (933 m), na bocznym grzbiecie, który od wierzchołka 1012 m  opada na południową stronę, do doliny Popradu. Na tym samym grzbiecie, poniżej niej, za pasem lasu znajduje się jeszcze jedna polana – Szałasy Jarzębackie. 
Bukowina znajduje się na grzbiecie i wschodnich jego stokach opadających do doliny potoku Mała Łomnicka. Administracyjnie należy do miejscowości Łomnica-Zdrój. Brak szałasów. Polanę porasta dość bujna trawa i bogata w gatunki flora roślin kwiatowych. Wysoko położona i oddalona od siedzib ludzkich  polana od dawna już nie jest użytkowana. Wskutek tego zarasta borówczyskami, a część polany już zarosła kępami drzew. Nadal jeszcze roztaczają się z niej widoki na wschód i południe. W kierunku wschodnim dobrze widoczny jest zalesiony grzbiet Hali Pisanej.

## Szlaki turystyczne
żółty szlak z Piwnicznej-Zdroju przez Granicę, Szałasy Jarzębackie, polanę Bukowina i Przełęcz Bukowina na Halę Pisaną